# Stepojevac
Stepojevac es un pueblo ubicado en la municipalidad de Lazarevac, en el distrito de Belgrado, Serbia.

## Superficie
Posee una superficie de 20,72 kilómetros cuadrados.

## Demografía
Hasta 2011 la población era de 2894 habitantes, con una densidad de población de 139,6 habitantes por kilómetro cuadrado.